# 신현택
신현택(申鉉澤, 1952년 3월 20일 ~ )은 대한민국의 공무원이다.

## 학력
- 1971년 경북고등학교 졸업
- 1975년 서울대학교 사회교육학 학사
- 1983년 서울대학교 대학원 행정학 석사
- 2002년 경기대학교 대학원 행정학 박사

## 경력
- 제18회 행정고시 합격
- 문화체육부 공보관
- 문화체육부 예술진흥국장
- 문화관광부 청소년국장
- 문화관광부 관광국장
- 국립중앙도서관장
- 문화관광부 기획관리실장
- 여성부 차관
- 예술의전당 사장
- 전국문예회관연합회장
- 코리안심포니오케스트라 이사장
- 금호문화재단 이사
- 예일회계법인 고문
- 동국대학교 문화예술대학원 석좌교수

## 수상
- 1989년 체육훈장 백마장
- 1992년 홍조근정훈장
- 2006년 황조근정훈장

| 전임 안재헌 | 제4대 여성부 차관 2004년 7월 20일 ~ 2005년 6월 22일 | 후임 신현택 (여성가족부 차관) |

| 전임 신현택 (여성부 차관) | 초대 여성가족부 차관 2005년 6월 23일 ~ 2006년 1월 31일 | 후임 김창순 |